# Top 2000: The Untold Stories
Top 2000: The Untold Stories is een Nederlands televisieprogramma, gepresenteerd door Leo Blokhuis.
Het programma wordt in aanloop naar de NPO Radio 2 Top 2000, zoals die al sinds 1999 jaarlijks door muziekliefhebbers en de luisteraars wordt bepaald, uitgezonden.

## Afleveringen

### 2017
- 14 december 2017: Mick Jagger over zijn samenwerking met David Bowie en Peter Tosh, Norah Jones over ontstaan Don't know why;
- 21 december 2017: Fatboy Slim over The Rockafeller Skank, Jean-Michel Jarre en Thomas Dolby over She blinded me with science;

### 2018
- 1 december 2018: Michael Jackson met Thriller;
- 8 december 2018: Charles Aznavour;
- 15 december 2018: Alice Cooper, Don McLean, Yvonne Elliman;
- 22 december 2018: Beth Hart;

### 2019
- 2 december 2019: 20 jaar Top 2000 met Harrie Jekkers van het Klein Orkest, Het Dorp van Wim Sonneveld, en een eerbetoon aan Ramses Shaffy;
- 14 december 2019: Ray Davies van The Kinks over Celluloid Heroes, Boris Blank over Yello en Roland Orzabal en Curt Smith van Tears for Fears over Mad World;
- 23 december 2019: Motown-legende Lamont Dozier over de schrijfsessies voor Marvin Gaye en The Supremes, Suzanne Vega over de inspiratie voor haar hit Tom's Diner;

### 2020
- 2 december 2020: Andrew Ridgeley van Wham, Triggerfinger met I Follow Rivers en Sovereign Light Café van de band Keane;
- 9 december 2020: John Hiatt over Bring the Family;
- 16 december 2020: songwriters-duo Kelly & Steinberg;
- 23 december 2020: Roxette, Lori Spee, Ad Visser en Gary Brooker en A Gentleman's Excuse Me van zanger Fish;

### 2021
- 24 november 2021: The B-52's en Ton Scherpenzeel;
- 1 december 2021: Moscow Music Peace Festival, dat in 1989;
- 8 december 2021: Ian Gillan en Roger Glover van Deep Purple over het ontstaan van Black Night, Sharon den Adel en Robert Westerholt over Faster;

### 2022
- 19 december 2022: David Paich van Toto, Allee Willis, Harry Slinger en Drukwerk;
- 20 december 2022: Guy Garvey van Elbow;
- 21 december 2022: Vanessa Carlton, Huub van der Lubbe van De Dijk;
- 22 december 2022: Alex Kapranos en Bob Hardy van Franz Ferdinand, Eric Bazilian van The Hooters, Jaz Coleman van Killing Joke.

### 2023
- 23 december 2023: Jimi Hendrix die in 1967 twee keer naar Nederland kwam.
- 28 december 2023: Huey Lewis over het nummer I want a new drug en het feit waarom hij mag spreken over het nummer Ghostbusters van Ray Parker jr., dat wel heel erg op zijn nummer lijkt.

### 2024
- 27 november 2024: Seal over zijn hit ‘A Kiss from a Rose’.